# Serocourt
Pour les articles ayant des titres homophones, voir Seraucourt et Seraucourt-le-Grand.
Serocourt est une commune française située dans le département des Vosges, en région Grand Est.

## Géographie

### Localisation
|                    |            | Marey      |
| Martigny-les-Bains | Serocourt  |            |
| Frain              | Tignécourt | Bleurville |

### Géologie et relief
Espaces naturels :
- Quatre zones naturelles d'intérêt écologique, faunistique et floristique (Znieff) :

Côteaux du Val des Auges de Frain à Gigneville,
Ruisseau Le Gras en forêt de Belle Perche à Bleurville,
Vôge et Bassigny.
Bois du Haut et clairière à Genévriers à Serocourt.
- La forêt couvre 481 hectares, soit 44 % de la superficie communale.

Vue générale (carte postale Adolphe Weick).

### Sismicité
Commune située dans une zone 2 de sismicité faible.

### Hydrographie et les eaux souterraines
Hydrogéologie et climatologie : Système d’information pour la gestion des eaux souterraines du bassin Rhin-Meuse :
Territoire communal : Occupation du sol (Corinne Land Cover); Cours d'eau (BD Carthage),
Géologie : Carte géologique; Coupes géologiques et techniques,
 Hydrogéologie : Masses d'eau souterraine; BD Lisa; Cartes piézométriques.

#### Réseau hydrographique
La commune est située pour partie dans le bassin versant de la Meuse au sein du bassin Rhin-Meuse et pour partie dans le bassin versant de la Saône au sein du bassin Rhône-Méditerranée-Corse. Elle est drainée par le Mouzon, le ruisseau des Auges et le ruisseau Mariongoutte,.
Le Mouzon, d’une longueur de 63,3 kilomètres,  prend sa source sur le territoire communal, s’oriente vers l'ouest puis vers le nord peu après avoir quitté les localités de Rocourt et Tollaincourt, jusqu'aux abords de son confluent avec la Meuse.

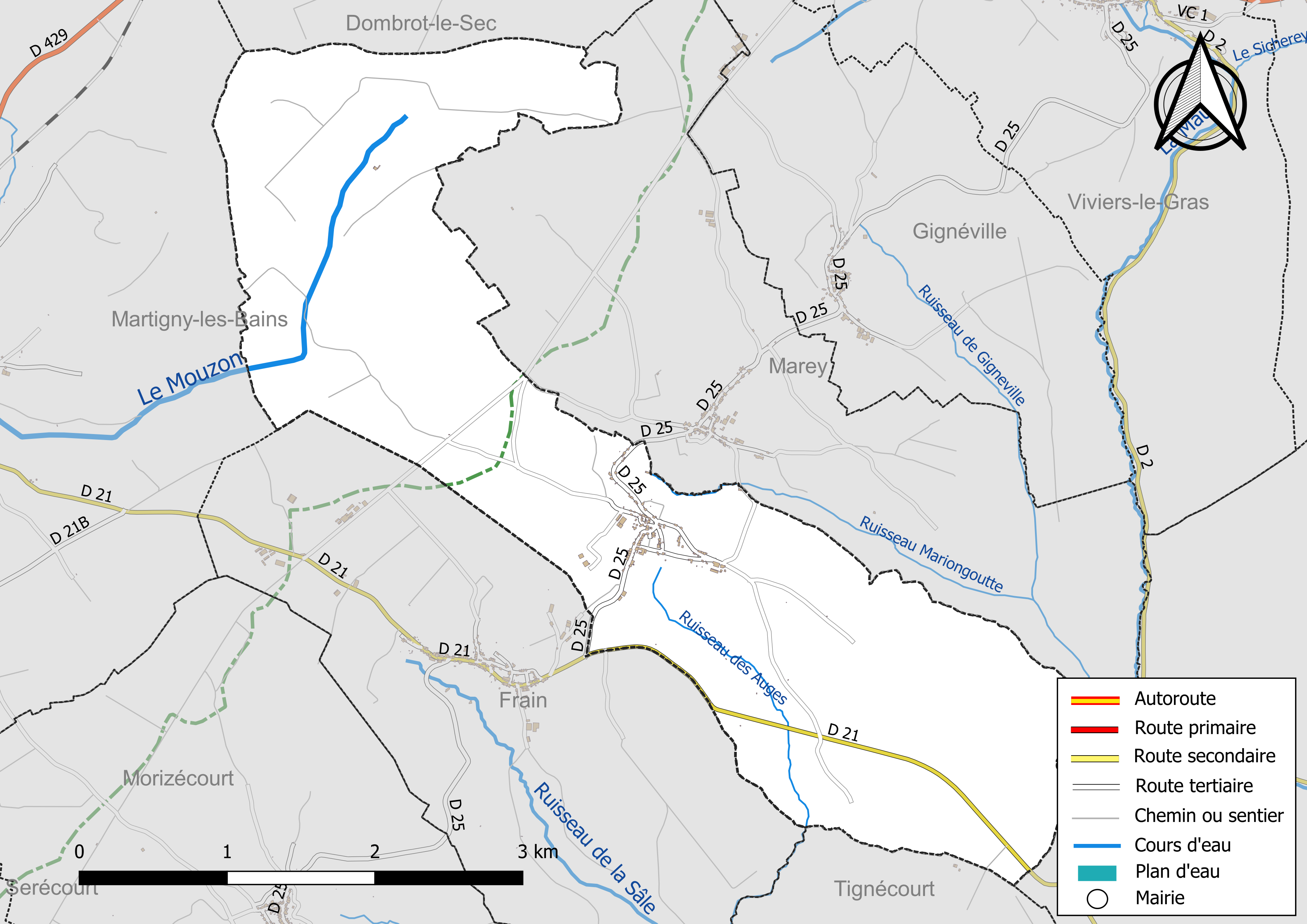
Réseaux hydrographique et routier de Serocourt.

#### Gestion et qualité des eaux
Le territoire communal est couvert par le schéma d'aménagement et de gestion des eaux (SAGE) « Nappe des Grès du Trias Inférieur ». Ce document de planification, dont le territoire comprend le périmètre de la zone de répartition des eaux de la nappe des Grès du trias inférieur (GTI), d'une superficie de 1 497 km2,  est en cours d'élaboration. L’objectif poursuivi est de stabiliser les niveaux piézométriques de la nappe des GTI et atteindre l'équilibre entre les prélèvements et la capacité de recharge de la nappe. Il doit être cohérent avec les objectifs de qualité définis dans les SDAGE Rhin-Meuse et Rhône-Méditerranée. La structure porteuse de l'élaboration et de la mise en œuvre est le conseil départemental des Vosges.
La qualité des cours d’eau peut être consultée sur un site dédié géré par les agences de l’eau et l’Agence française pour la biodiversité.

### Climat
Pour des articles plus généraux, voir Climat du Grand Est et Climat des Vosges.
En 2010, le climat de la commune est de type climat des marges montargnardes, selon une étude du Centre national de la recherche scientifique s'appuyant sur une série de données couvrant la période 1971-2000. En 2020, Météo-France publie une typologie des climats de la France métropolitaine dans laquelle la commune est exposée à un climat océanique altéré et est dans la région climatique  Lorraine, plateau de Langres, Morvan, caractérisée par un hiver rude (1,5 °C), des vents modérés et des brouillards fréquents en automne et hiver. 
Pour la période 1971-2000, la température annuelle moyenne est de 9,6 °C, avec une amplitude thermique annuelle de 17,1 °C. Le cumul annuel moyen de précipitations est de 1 010 mm, avec 13 jours de précipitations en janvier et 9,7 jours en juillet. Pour la période 1991-2020, la température moyenne annuelle observée sur la station météorologique de Météo-France la plus proche, « Lignéville », sur la commune de Lignéville à 9 km à vol d'oiseau, est de 10,3 °C et le cumul annuel moyen de précipitations est de 856,3 mm. 
La température maximale relevée sur cette station est de 38,7 °C, atteinte le 25 juillet 2019 ; la température minimale est de −17,5 °C, atteinte le 20 décembre 2009,,. 
Les paramètres climatiques de la commune ont été estimés pour le milieu du siècle (2041-2070) selon différents scénarios d'émission de gaz à effet de serre à partir des nouvelles projections climatiques de référence DRIAS-2020. Ils sont consultables sur un site dédié publié par Météo-France en novembre 2022.

## Urbanisme

### Typologie
Au 1er janvier 2024, Serocourt est catégorisée commune rurale à habitat dispersé, selon la nouvelle grille communale de densité à sept niveaux définie par l'Insee en 2022.
Elle est située hors unité urbaine. Par ailleurs la commune fait partie de l'aire d'attraction de Vittel - Contrexéville, dont elle est une commune de la couronne,. Cette aire, qui regroupe 72 communes, est catégorisée dans les aires de moins de 50 000 habitants,.

### Occupation des sols
L'occupation des sols de la commune, telle qu'elle ressort de la base de données européenne d’occupation biophysique des sols Corine Land Cover (CLC), est marquée par l'importance des forêts et milieux semi-naturels (52,3 % en 2018), en augmentation par rapport à 1990 (49,6 %). La répartition détaillée en 2018 est la suivante : 
forêts (49,4 %), prairies (25,4 %), terres arables (18,1 %), zones urbanisées (3,2 %), espaces ouverts, sans ou avec peu de végétation (2,9 %), zones agricoles hétérogènes (1 %). L'évolution de l’occupation des sols de la commune et de ses infrastructures peut être observée sur les différentes représentations cartographiques du territoire : la carte de Cassini (XVIIIe siècle), la carte d'état-major (1820-1866) et les cartes ou photos aériennes de l'IGN pour la période actuelle (1950 à aujourd'hui).

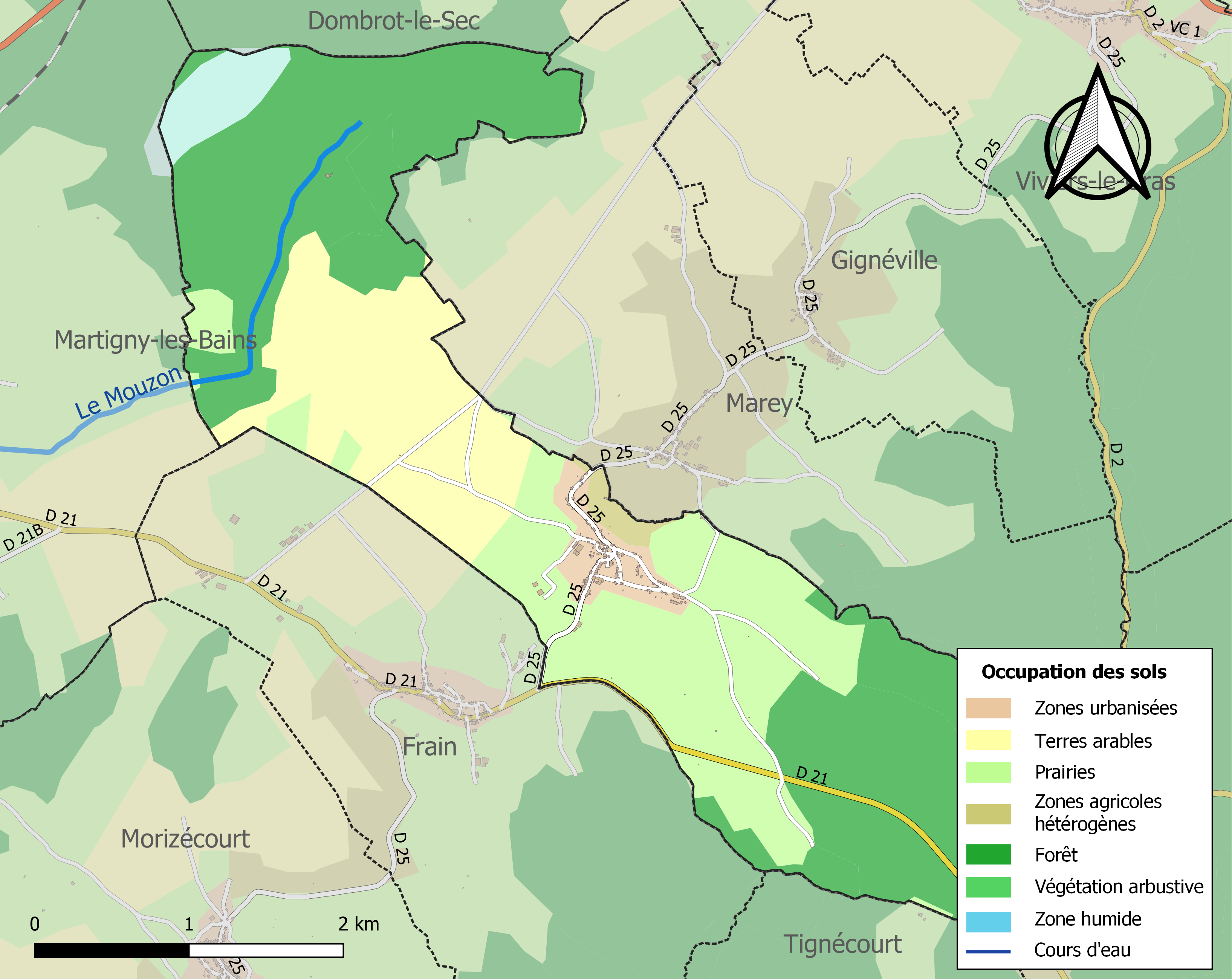
Carte des infrastructures et de l'occupation des sols de la commune en 2018 (CLC).

### Voies de communications et transports

#### Voies routières
- Autoroute A31 : Échangeurs Bulgnéville, Robécourt, Châtenois.

#### Transports en commun

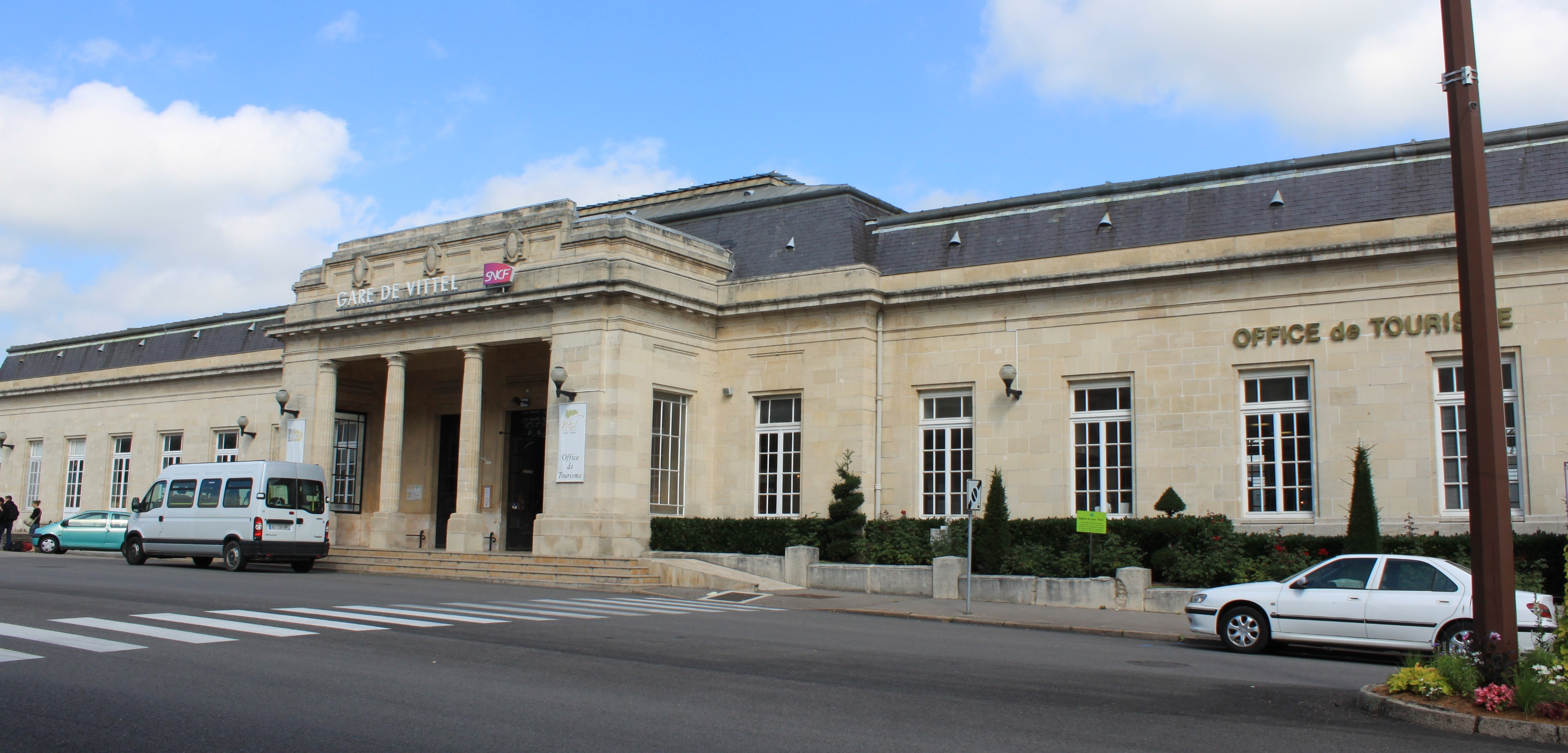
Gare de Vittel.

- Fluo Grand Est.

#### Lignes SNCF
- Gare de Contrexéville
- Gare de Vittel
- Gare de Merrey

## Toponymie
Le nom de la localité est attesté sous les formes Sirocourt (1213) ; Syrocourt (1245) ; Syrocurt (1246) ; Seroucourt (1256) ; Cerocort (1259) ; Ceroucort (1259) ; Seurocort (1259) ; Seroucort (1260) ; Serocort (1261) ; Syrocourt (1295) ; Siroucour (1295) ; Syroucours (1295) ; Seroucours (1358) ; Seroncourt (1424) ; Serolcourt (1444) ; Surocourt (1468) ; Seraucour (1656) ; Seraucourt (1707) ; Seraucourt ou Sirocourt (1773).

L'emploi du suffixe -court, est un dérivé du mot cortis, le « domaine rural », le « corps de ferme ».

## Histoire
Sérocourt était situé sur la voie romaine Langres - Strasbourg.
Constant Chevalier, maire au début du XXe siècle a écrit l'histoire de la ville; il y note que les premiers écrits citant Sérocourt datent du début du XIIIe siècle et la ville y apparait sous le nom de Serocuria.
La famille de Serocourt, d'ancienne chevalerie du Bassigny lorrain, donna son nom à la localité. De cette famille est née Anne de Serocourt, 18e abbesse de Remiremont. Le dernier du nom était chambellan du duc de Lorraine Henri II.
Un historique complet réalisé par Franck Coudray vient de paraître sur cette famille seigneuriale connue depuis Aubert de Serocourt en 1234, cadet de la lignée Dombrot d'Épinal, qui tomba en quenouille à la fin du XVIIe siècle dans le livre ' Histoire des seigneurs de Serocourt et du Bassigny Barrois (Éditions ICC, mai 2010).

## Politique et administration
| Période                                  | Période                    | Identité                  | Étiquette | Qualité                                   |
| ---------------------------------------- | -------------------------- | ------------------------- | --------- | ----------------------------------------- |
| Les données manquantes sont à compléter. |                            |                           |           |                                           |
| 1904                                     | 1912                       | Constant Chevalier        |           | Instituteur                               |
| Les données manquantes sont à compléter. |                            |                           |           |                                           |
| mars 1971                                | mars 1983                  | Bernard Soyer (1926-2016) |           | Artisan menuisier                         |
| mars 1983                                | mars 2001                  | Michel Bourel             |           | Instituteur                               |
| mars 2001                                | 2006                       | Bernard Soyer (1926-2016) |           | Artisan menuisier                         |
| novembre 2006                            | 2020                       | Michel Migeot             |           | Chauffeur routier retraité collectionneur |
| mars 2020                                | En cours (au 12 mars 2024) | Alexia Brot               |           | Cadre administratif                       |

### Budget et fiscalité 2022

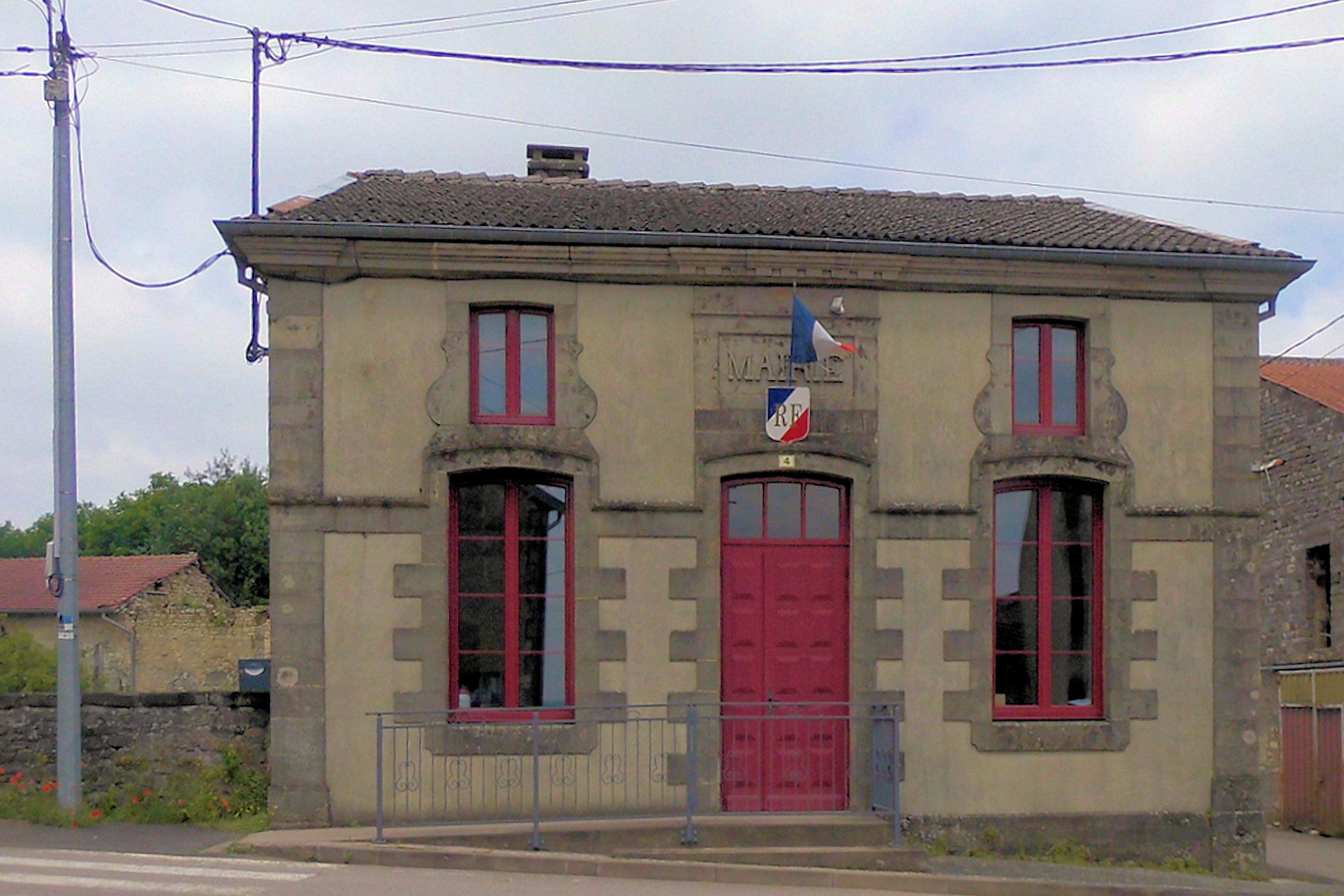
La mairie.

En 2022, le budget de la commune était constitué ainsi :
- total des produits de fonctionnement : 57 000 €, soit 659 € par habitant ;
- total des charges de fonctionnement : 43 000 €, soit 494 € par habitant ;
- total des ressources d'investissement : 41 000 €, soit 471 € par habitant ;
- total des emplois d'investissement : 41 000 €, soit 467 € par habitant ;
- endettement : 0 €, soit 0 € par habitant.

Avec les taux de fiscalité suivants :
- taxe d'habitation : 11,19 % ;
- taxe foncière sur les propriétés bâties : 32,68 % ;
- taxe foncière sur les propriétés non bâties : 12,93 % ;
- taxe additionnelle à la taxe foncière sur les propriétés non bâties : 0,00 % ;
- cotisation foncière des entreprises : 0,00 %.

Chiffres clés Revenus et pauvreté des ménages en 2021 : médiane en 2021 du revenu disponible, par unité de consommation : 21 960 €.

## Population et société

### Démographie

#### Évolution démographique
L'évolution du nombre d'habitants est connue à travers les recensements de la population effectués dans la commune depuis 1793. Pour les communes de moins de 10 000 habitants, une enquête de recensement portant sur toute la population est réalisée tous les cinq ans, les populations de référence des années intermédiaires étant quant à elles estimées par interpolation ou extrapolation. Pour la commune, le premier recensement exhaustif entrant dans le cadre du nouveau dispositif a été réalisé en 2004.

En 2022, la commune comptait 83 habitants, en évolution de −9,78 % par rapport à 2016 (Vosges : −2,96 %, France hors Mayotte : +2,11 %).
| 1793 | 1800 | 1806 | 1821 | 1831 | 1836 | 1841 | 1846 | 1856 |
| ---- | ---- | ---- | ---- | ---- | ---- | ---- | ---- | ---- |
| 380  | 398  | 452  | 402  | 462  | 480  | 481  | 475  | 439  |

| 1861 | 1866 | 1876 | 1881 | 1886 | 1891 | 1896 | 1901 | 1906 |
| ---- | ---- | ---- | ---- | ---- | ---- | ---- | ---- | ---- |
| 398  | 385  | 334  | 331  | 305  | 290  | 273  | 271  | 262  |

| 1911 | 1921 | 1926 | 1931 | 1936 | 1946 | 1954 | 1962 | 1968 |
| ---- | ---- | ---- | ---- | ---- | ---- | ---- | ---- | ---- |
| 228  | 192  | 193  | 197  | 185  | 159  | 154  | 166  | 155  |

| 1975 | 1982 | 1990 | 1999 | 2004 | 2006 | 2009 | 2014 | 2019 |
| ---- | ---- | ---- | ---- | ---- | ---- | ---- | ---- | ---- |
| 135  | 113  | 110  | 110  | 103  | 102  | 99   | 96   | 84   |

| 2022 | - | - | - | - | - | - | - | - |
| ---- | - | - | - | - | - | - | - | - |
| 83   | - | - | - | - | - | - | - | - |

### Enseignement
Établissements d'enseignements :
- Écoles maternelles et primaires à Martigny-les-Bains, Viviers-le-Gras, Dombrot-le-Sec, Lamarche, Contrexéville.
- Collèges à Martigny-les-Bains, Lamarche, Contrexéville, Monthureux-sur-Saône, Vittel.
- Lycées à Contrexéville, Mandres-sur-Vair.

### Santé
Professionnels et établissements de santé :
- Médecins à Martigny-les-Bains, Monthureux-sur-Saône, Contrexéville, Lamarche, Darney, Vittel.
- Pharmacies à Martigny-les-Bains, Monthureux-sur-Saône, Contrexéville, Lamarche, Darney, Vittel.
- Hôpitaux à Lamarche, Vittel, Ville-sur-Illon.

### Cultes
- Culte catholique, Paroisse Bienheureux-Jean-Baptiste-Menestrel[30], Diocèse de Saint-Dié.

## Économie

### Entreprises et commerces

#### Agriculture
- Culture et élevage associés.
- Culture de fruits à pépins et à noyau.
- Élevage de vaches laitières.
- Élevage d'autres animaux.
- Exploitation forestière.

#### Tourisme
- Hébergements et restauration à Monthureux-sur-Saône, Contrexéville, Bulgnéville, Vittel, Claudon.

Gîte rural.
Restaurant.

#### Commerces
- Commerces et services de proximité.
- Commerces ambulants.

## Culture locale et patrimoine

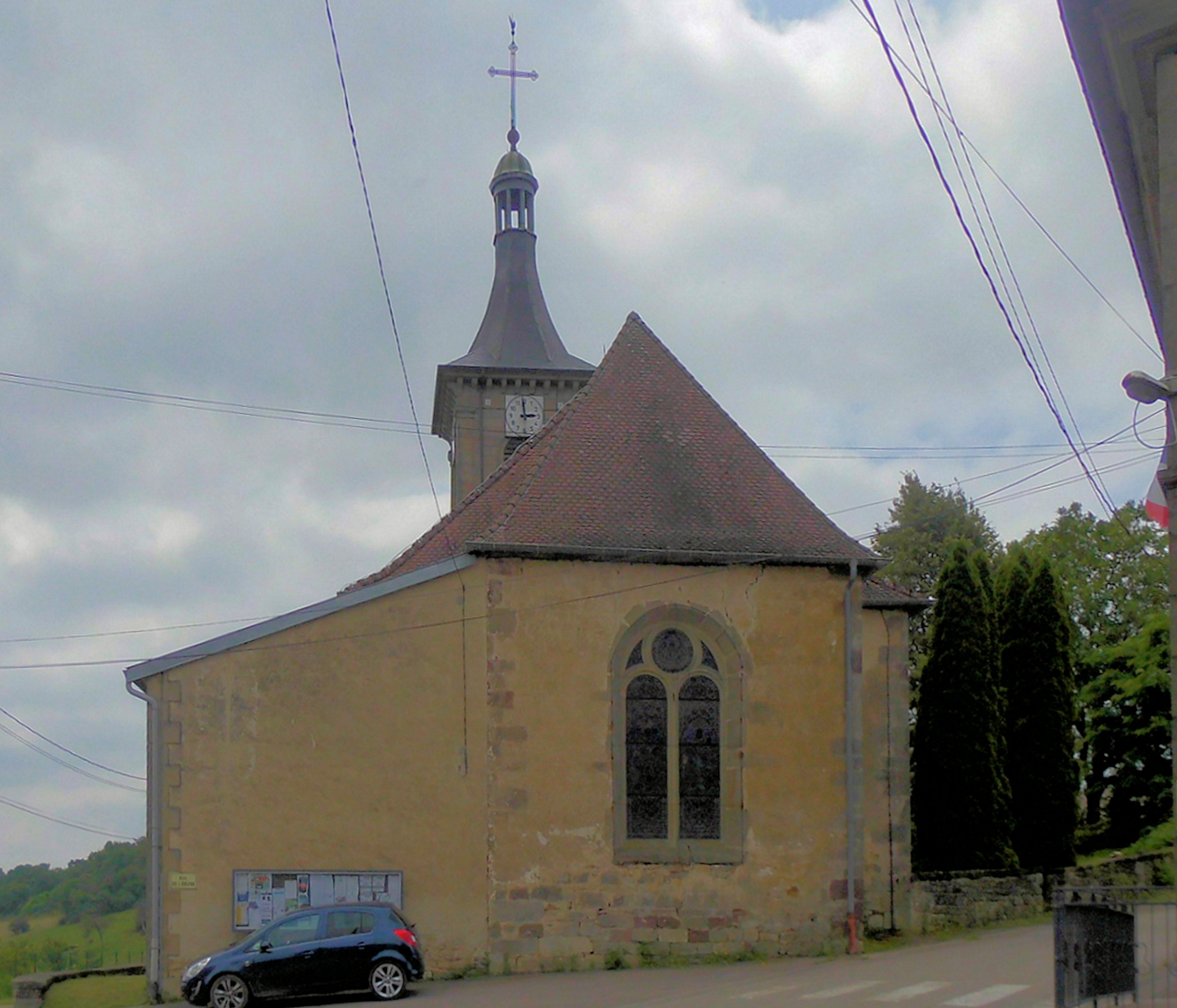
L'église Saint-Didier.
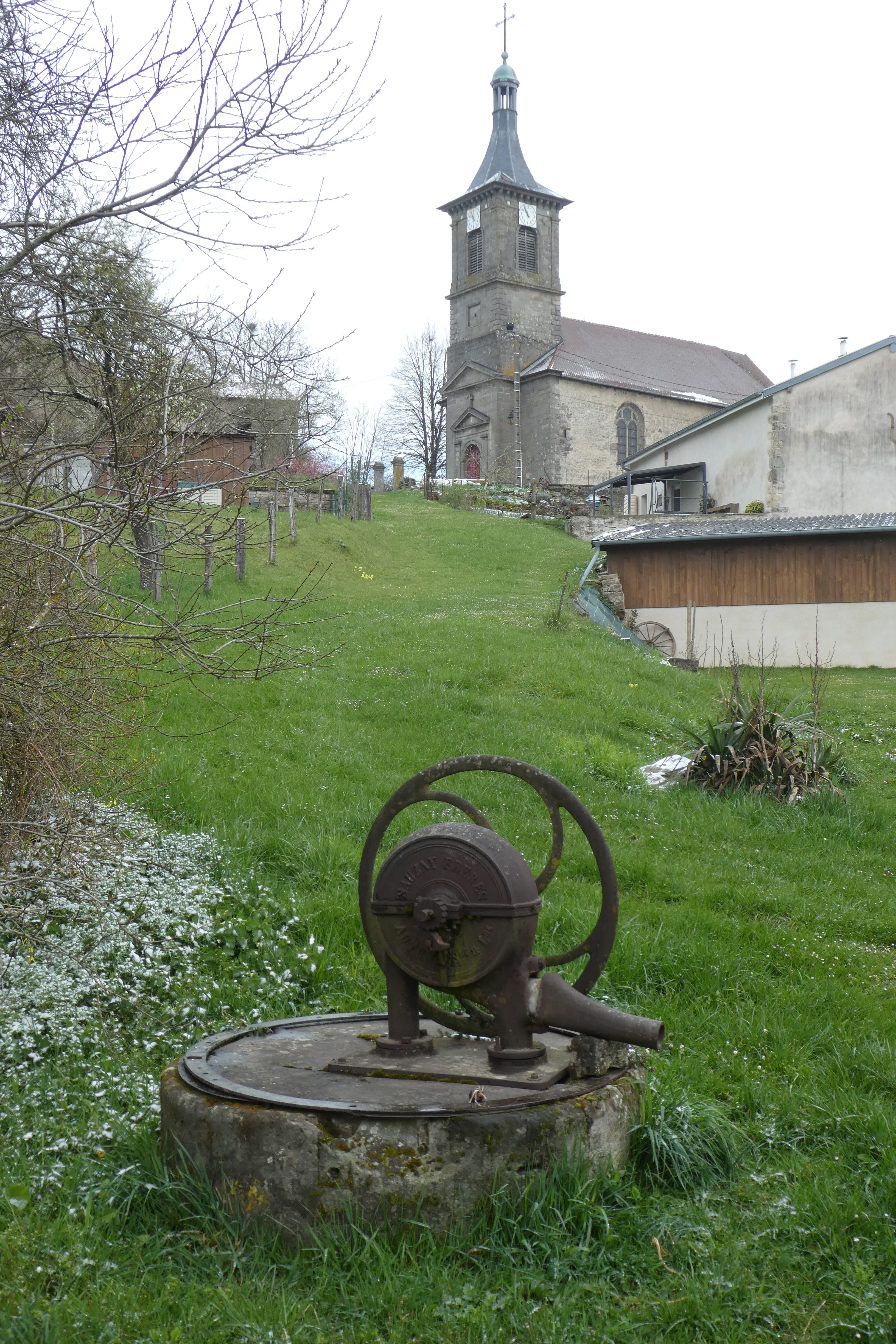
L'église et le puits.
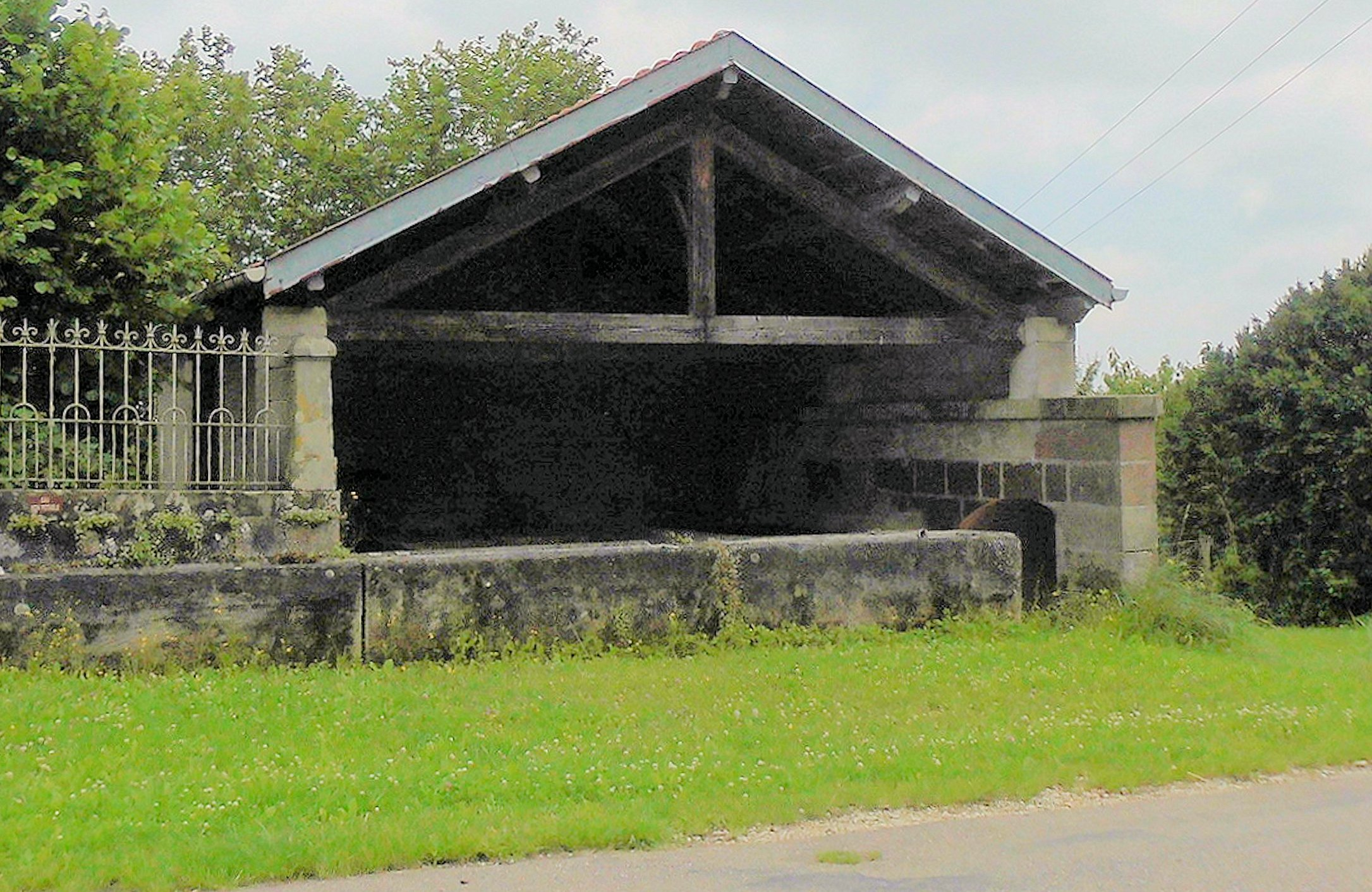
L'ancien lavoir.
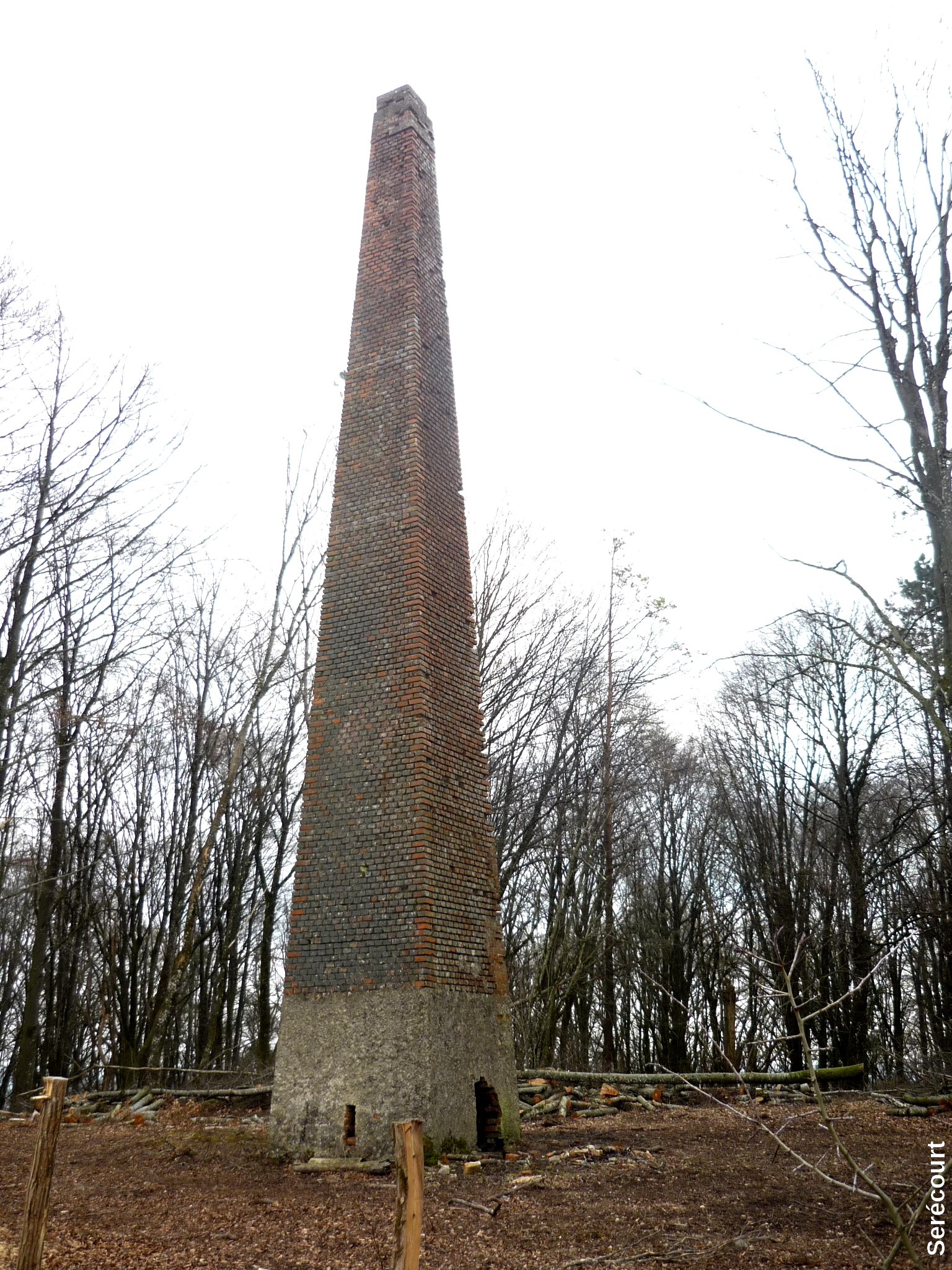
Cheminée géodésique.

### Lieux et monuments
- L'église Saint-Didier.

Retable, bas-relief : le Christ à la colonne, Les apôtres, le Couronnement de la Vierge.
Statue Saint Brice (?).
Cuve de la chaire à prêcher.
Statue Ecce homo assis.
- Monument aux morts[36],[37],[38],[39].
- Cheminée géodésique.
- Château de Serocourt[40].
- Patrimoine rural selon l'enquête thématique régionale (architecture rurale de Lorraine : Vôge méridionale)[41].
- Musée des Compagnies Pétrolières[42].

### Personnalités liées à la commune
- François Leroy de Seraucourt[43].
- Léon Camille Claudot[44].

### Héraldique, logotype et devise
| Blason de Serocourt | Blason  | D'argent à la bande de sable accompagnée de sept losanges de même quatre (1-3) en chef et trois en pointe. |
| Blason de Serocourt | Détails | Il s'agit du blason de la famille éponyme. non officiel.                                                   |

## Pour approfondir